# 陈抟

陈抟

陳摶（871年—989年8月25日），字圖南，号扶摇子、白雲先生、希夷先生（「夷」指视而不见，「希」指听而不闻），通曉易學和內丹學，道教視為神仙，尊稱為陳摶老祖、希夷祖師等。
五代末宋朝初期人，其生平事迹和出生時地众说纷纭，真伪难辨，依《宋史》所載為亳州真源县（今河南省鹿邑县）人。主張以睡眠，休養生息，時常一眠數日，辟穀斷食，人稱睡仙。周敦頤的《太極圖說》、邵雍的《先天圖》和劉牧、朱熹的河圖洛書圖象據說都能上溯至陳摶。另有幾部術數典籍，如《紫微斗數全書》、《神相全編》、《人倫風鑒》等，亦題為陳摶所作（可能為託名）。

## 簡介
年少时，好读经史百家之书，一见成诵，悉无遗忘，颇有诗名。举进士不第而游历名山，求仙访道，长期隐居在武当山、华山和少华山。据《宋史·陈抟传》载：吕洞宾祖師曾“数来抟斋中”。又与谭峭为师友。周世宗赐号白云先生，宋太宗赐号希夷先生。端拱二年七月二十二日（989年8月25日），卒于峨眉山莲花峰。

### 文獻記載
《華嶽志》記載周世宗召見過陳摶一次，授大夫之職不就。周世宗駕崩之後，趙匡胤發動陳橋兵變，史稱宋太祖，後周滅亡，陳摶聞知宋太祖登極，聞訊大笑墜驢曰：“天下這回定疊也！”
世傳宋太祖被宋太宗謀害，宋太宗登帝位，于太平兴国年间曾诏陈抟赴汴京，但陳摶始終拒絕在朝做官。宋太宗自作《诏华山处士陈抟》诗： “华岳多闻说，知君是姓陈，云间三岛客，物外一闲人；丹鼎为活计，青山作近邻，朕思亲欲往，社稷去无因”。还有一首《赠陈抟》诗：“曾向前朝出白云，后来消息杳无闻，如今若肯随徵召，总把三峰乞与君”。
宋太宗的使臣葛守忠有《答陈抟》诗：“华岳三峰客，幽居不计年，烟霞为活计，云水作家缘；种药茅亭畔，栽松涧壑边，暂离仙洞去，可应帝王选”。
陈抟作了一首《答使者辞不赴诏》：“九重特降紫袍宣，才拙深居乐静缘，山色满庭供画幛，松声万壑即琴弦；无心享禄登臺鼎，有意学仙到洞天，轩冕浮云绝念虑，三峰只乞睡千年”。使臣们的恳求下，陈抟只得勉强走一遭。到了帝都開封府，太宗待之甚厚。宰相宋琪等问道：“先生得玄默修养之道可以教人乎？”陈抟说：“山野之人于时无用，亦不知神仙黄白之事、吐纳养生之理，非有法术可传。假令白日冲天，于世何益？今圣上龙颜秀异，有天人之表，博达古今，深究治乱，真有道仁圣之主也。正君臣同心协德兴化致治之秋，勤行修炼无出于此”。陳摶贈宋太宗“遠近輕重”四字，曰：“遠者遠招賢士，近者近去佞臣，輕者輕賦萬民，重者重賞三軍”，被賜號希夷先生。
陈抟的周易先天图说对宋朝理学有较大影响。陳抟傳《無極圖》，其門派中的弟子將此說传給理學家周敦颐，敦颐作《太極圖》，再传邵雍，对易学发展有很大的作用。河圖洛書也是由他所研究。
陈抟通三教之学，多所师法。其学术思想继承汉代以来的易学传统，糅合黄老思想、修炼方术、儒家修养和佛教禅宗思維。他是北宋三教合流的首倡者，并且对理学的兴起有重要影响。
在内丹方面，现存《阴真君还丹歌注》；实践上，以睡功闻名于世，“不到黃河心不死”就是典故於此。

#### 《唐才子传》
抟，字图南，谯郡人。少有奇才经纶，易象玄机，尤所精究。高论骇俗，少食寡思。举进士不第，时，戈革满地，遂隐名，辟谷练气，撰《指玄篇》，同道风偃。
僖宗召之，封清虚处士。居华山云台观，每闭门独卧，或旬月不起。
周世宗召入禁中，试之，扃户月余始启，抟方熟寐齁（hou）䶎（sha）。觉即辞去，赋诗云：“十年踪迹走红尘，回首青山入梦频。紫陌纵荣争及睡，朱门虽贵不如贫。愁闻剑戟扶危主，闷听笙歌聒醉人。携取旧书归旧隐，野花啼鸟一般春。”
还山后，因乘驴游华阴市，见邮传甚急，问知宋祖登基，抟扺掌长笑曰：“天下自此定矣。”
至太祖征赴，戴华阳巾，草履垂绦，与万乘分庭抗礼，赐号希夷先生。时居云台四十年，仅及百岁。帝赠诗云：“曾向前朝出白云，后来消息杳无闻。如今已肯遂征召，总把三峰乞与君。”
真宗复诏，不起，为谢表，略曰：“明时闲客，唐室书生。尧道昌而优容许由，汉世盛而善从商皓。况性同猿鹤，心若土灰，败荷制服，脱箨裁冠。体有青毛，足无草履。苟临轩陛，贻笑圣朝。数行丹诏，徒叫彩凤衔来，一片野心，已被白云留住。咏嘲风月之清，笑傲烟霞之表，遂性所乐，意得何言？”
后凿石室于莲花峰下，一旦坐其中，羽化而去。有诗集，今传。
如洛阳潘阆逍遥，河南种放明逸，钱塘林逋君复，巨鹿魏野仲先，青州李之才挺之，天水穆修伯长，皆从学先生，一流高士，具有诗名。大节详见之《宋史》云。

## 参看
- 《陈抟高卧》
- 賜華山處士陳摶敕 （页面存档备份，存于）

## 外部連結
- 《宋史》·卷457·列傳·第二百一十六·隱逸上
- 道教文化資料庫·陳摶 （页面存档备份，存于）
- 陈抟在华山的几则诗歌故事[永久]